# Wasil Mżawanadze
Wasil Mżawanadze (gruz. ვასილ მჟავანაძე; ros. Васи́лий Па́влович Мжавана́дзе, Wasilij Pawłowicz Mżawanadze; ur. 25 sierpnia?/7 września 1902 w Kutaisi, zm. 31 sierpnia 1988 w Moskwie) – radziecki (gruziński) polityk, generał porucznik, oficer polityczny Armii Czerwonej, I sekretarz KC Komunistycznej Partii Gruzji od 1953 do 1972, zastępca członka Prezydium (Biura Politycznego) KC KPZR, deputowany do Rady Najwyższej ZSRR od 4 do 8 kadencji, Bohater Pracy Socjalistycznej (1962). Został odwołany z urzędu z powodu oskarżenia o korupcję.

## Życiorys
W 1924 wstąpił do Armii Czerwonej, a w 1927 do WKP(b). W 1937 ukończył Leningradzką Wojskową Akademię Polityczną im. Lenina i podjął pracę wojskowo-polityczną. Brał udział w wojnie zimowej przeciwko Finlandii 1939-1940 jako szef wydziału politycznego armii i komisarz polityczny sztabu armii. Po podbiciu przez ZSRR wschodniej Finlandii został naczelnikiem Specjalnego Przybałtyckiego Okręgu Wojskowego.
Od 1941 uczestnik wojny z Niemcami jako szef wydziału politycznego 16 Dywizji Piechoty, później komisarz 118 Dywizji Piechoty na Froncie Leningradzkim, w listopadzie 1941 został szefem wydziału politycznego i członkiem Rady Wojennej Nadmorskiej Grupy Operacyjnej Wojsk Frontu Leningradzkiego założonej w celu obrony przyczółka oranienbaumskiego. Od grudnia 1942 był członkiem Rady Wojennej 42 Armii Frontu Leningradzkiego, potem 3 Frontu Nadbałtyckiego (6 grudnia 1942 otrzymał stopień generała majora), od kwietnia do czerwca 1944 członkiem Rady Wojennej 2 Armii Uderzeniowej, później członkiem Rady Wojennej 21 Armii na Froncie Leningradzkim, 3 Białoruskim i 1 Ukraińskim w stopniu generała porucznika. Brał udział m.in. w operacji wyborskiej, sandomiersko-śląskiej, górnośląskiej, berlińskiej i praskiej.
Po wojnie został członkiem Rady Wojennej Charkowskiego Okręgu Wojskowego (od października 1945 do 6 maja 1946), Kijowskiego Okręgu Wojskowego (od stycznia 1947 do lipca 1950) i Karpackiego Okręgu Wojskowego (od lipca 1950 do września 1953), jednocześnie od 28 stycznia 1949 do 23 marca 1954 wchodził w skład KC KP(b)U/KPU. Od 20 września 1953 do 29 września 1972 był I sekretarzem KC Komunistycznej Partii Gruzji, od 29 czerwca 1957 zastępcą członka Prezydium KC KPZR, a od 8 kwietnia 1966 do 18 grudnia 1972 zastępcą członka Biura Politycznego KC. Następnie przeszedł na emeryturę. Był zwolennikiem utworzenia Muzeum Stalina w Gori.

## Odznaczenia
- Medal Sierp i Młot Bohatera Pracy Socjalistycznej (21 września 1962)
- Order Lenina (trzykrotnie, 15 listopada 1950, 21 września 1962 i 2 grudnia 1971)
- Order Czerwonego Sztandaru (trzykrotnie, 9 maja 1940, 10 lutego 1943 i 3 listopada 1944)
- Order Suworowa II klasy (6 kwietnia 1945)
- Order Kutuzowa I klasy (22 czerwca 1944)
- Order Kutuzowa II klasy (21 lutego 1944)
- Order Wojny Ojczyźnianej I klasy (11 marca 1985)

I medale.